# Dorycnium hirsutum
Dorycnium hirsutum é uma espécie de planta com flor pertencente à família Fabaceae. 
A autoridade científica da espécie é (L.) Ser., tendo sido publicada em Prodromus Systematis Naturalis Regni Vegetabilis 2: 208. 1825.

## Portugal
Trata-se de uma espécie presente no território português, nomeadamente em Portugal Continental.
Em termos de naturalidade é nativa da região atrás indicada.

## Protecção
Não se encontra protegida por legislação portuguesa ou da Comunidade Europeia.